# Бенхамін Мальдонадо
Бенхамін Мальдонадо (ісп. Benjamín Maldonado, нар. 4 січня 1928) — болівійський футболіст, що грав на позиції нападника за клуб «Депортіво Сан-Хосе», а також національну збірну Болівії.

## Клубна кар'єра
У футболі відомий виступами у команді «Депортіво Сан-Хосе», кольори якої і захищав протягом усієї своєї кар'єри гравця. 

## Виступи за збірну
1947 року дебютував в офіційних матчах у складі національної збірної Болівії. Протягом кар'єри у національній команді провів у її формі 10 матчів.
У складі збірної був учасником трьох чемпіонатів Південної Америки: 1947 року в Еквадорі, 1949 року у Бразилії, 1967 року в Уругваїі.
У складі збірної був учасником чемпіонату світу 1950 року у Бразилії, де зіграв в розгромно програному матчі з Уругваєм (0-8).